# Mary Ann Nichols
Mary Ann Nichols (geboren Walker) (Londen, 26 augustus 1845 – Whitechapel, Londen, 31 augustus 1888), ook bekend als Polly, werd in 1888 vermoord. De moord werd toegeschreven aan Jack the Ripper. Ze wordt wel gezien als zijn eerste canonieke slachtoffer, hoewel er ook andere vrouwen als eerste slachtoffer van deze seriemoordenaar worden aangeduid. Hoewel er vaak beweerd wordt dat ze een prostituee was, is dit niet met zekerheid te stellen. Acht dagen na na de moord op Nichols volgde de tweede moord, die op Annie Chapman.

## Vroege leven
Nichols werd geboren in Londen, in de wijk waar de drukkers actief waren. Haar vader Edward Walker, een smid, werkte voor deze drukkers. Waarschijnlijk goot hij de drukletters die gebruikt werden om de teksten te vormen. Haar moeder Caroline Walker had met Edward ook twee zoons, één ouder dan Nichols, Edward, één jonger, Frederick. Het gezin kon net rondkomen. In de winter van 1852 zou Caroline overlijden aan tuberculose. Mary Webb, een zus van Caroline, nam daarna waarschijnlijk de voornaamste zorg voor de kinderen op zich. In 1854 stierf ook Fredrick na een ziekbed.

## Huwelijk
Enige jaren later, in 1864, trouwde Nichols met William Nichols, een drukker uit de buurt. Haar echtgenoot trok in bij haar, haar broer en haar vader en al spoedig volgden er kinderen. Het eerste kind werd eind 1864 geboren en stierf na een jaar en negen maanden. In 1866 volgde hun tweede kind. In 1868 en 1870 volgden nog twee kinderen. In dat laatste jaar, vertrok Nichols broer om zijn eigen gezin te stichten. Nichols zou uiteindelijk vijf kinderen krijgen.

### Peabody-appartementen
In 1876 mochten de Nicholsen hun intrek nemen de nieuwe appartementen gebaseerd op de ideeën George Peabody. De gezinnen die hiervoor in aanmerking kwamen, waren werkenden met hoogstaand gedrag en de appartementen waren voor deze klasse ronduit luxueus te noemen. Nichols' vader trok bij haar broer in, waarna het gezin voor het eerst volledig zelfstandig woonde. Het had een destructief effect op hun relatie. William beweerde dat Polly naar de fles begon te grijpen. Polly verdacht William van een relatie met hun buurvrouw. Tussen 1878 en 1880, vertrok Polly verschillende keren naar haar vader. In maart 1880 liet ze haar gezin en William definitief achter. William kreeg kort daarna inderdaad een relatie met zijn buurvrouw.

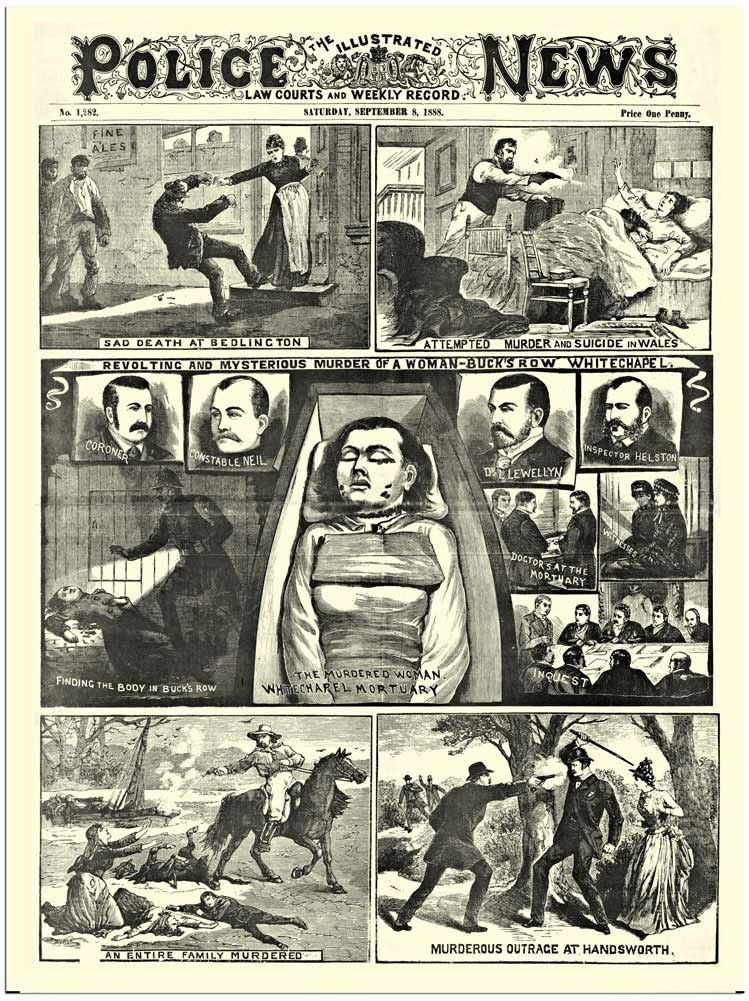
Voorpagina van de Illustrated Police News met op de voorzijde (midden) een verbeelding van het lichaam van Nichols. Op de dag dat de krant uitkwam, 8 september 1888, zou de tweede canonieke moord op Annie Chapman gepleegd worden

## Na vertrek
Nichols gaf zelf aan na haar vertrek rechtstreeks naar een werkhuis gegaan te zijn. Historica Hallie Rubenhold noemt dit onwaarschijnlijk; het werkhuis was een laatste redmiddel. Zij meent dat het meer voor de hand liggend is dat Nichols eerst naar haar vader en broer was gegaan. Toch is het niet onlogisch dat Nichols naar het werkhuis ging. Via het werkhuis kon in deze periode een soort scheiding van tafel en bed afgedwongen worden, waarbij de man door de rechter gedwongen kon worden toch in onderhoud te voorzien. In de meeste van deze gevallen, trok de 'gescheiden' vrouw dan bij familieleden in, maar Nichols deed dit niet.

### Nieuwe partners
In 1881 woonde ze samen met een George Crawshaw. Hij was voddenraper, zij deed de was voor anderen. In 1882 wist William Nichols te bedingen via de rechter dat hij Polly niet langer van onderhoud hoefde te voorzien. Zij woonde immers samen met een andere man en zou overspel hebben gepleegd. Waarschijnlijk was Crawshaw ook al uit beeld, want Nichols was definitief aan lagerwal geraakt; ze ging ziekenboeg en werkhuis in en uit en de stap naar op straat leven was betrekkelijk klein. Toch had Nichols geluk, want uiteindelijk kon ze toch bij haar vader en broer intrekken. Het was niet makkelijk, want Nichols was intussen vervallen in alcoholisme. In 1884 besloot ze weer te vertrekken. Ze trok in bij Thomas Drew, een weduwnaar met drie dochters. Dit lijkt een positieve invloed te hebben gehad; toen haar vader haar twee jaar later zag, omschreef hij haar weer als fatsoenlijk. In diezelfde periode overleed Nichols' broer onverwacht. Mogelijk deed het haar weer naar de fles grijpen. De relatie met Drew strandde niet veel later en Nichols belandde wederom in het werkhuis.

## Aan lagerwal
In het werkhuis werd Nichols opgeleid tot dienstbode. Ze verliet het werkhuis om ergens in dienst te gaan, maar dit was geen lang leven beschoren. Ze besloot daarop te gaan zwerven, werd zelfs gearresteerd door de politie en belandde weer in het werkhuis. Hier werd besloten dat ze haar niet konden helpen, maar een familie zocht een dienstbode en hier werd ze ondergebracht. Amper twee maanden later verdween ze weer; ze bestal haar werkgevers en vertrok. Waarschijnlijk zwierf ze daarna rond en sliep waar mogelijk in goedkope logementen. Ze dook echter pas weer op in de bronnen 1 augustus 1888 op, in een kamer deelde met ene Ellen Holland. Holland zou veel van de laatste dagen van Nichols invullen. Ze meende dat Nichols nog altijd veel dronk. Op 24 augustus 1888 vertrok Nichols uit het logement, omdat ze de kosten niet meer kon dragen.

## Dood

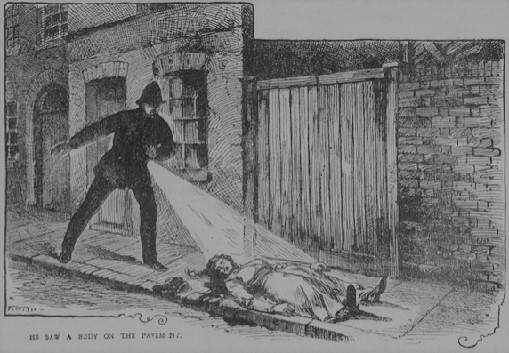
Politieagent vindt het lichaam van Nichols, tekening uit 1888

Op 31 augustus 1888, de dag van Nichols' dood, kwam Holland haar nog tegen. Nichols was zo dronken dat ze amper op haar benen kon staan .Holland probeerde haar mee terug te nemen naar het logement, maar Nichols hield af, aangezien ze de kosten niet kon betalen. Hoewel Holland nooit gezegd had dat Nichols op dat moment tippelde, was dat wel de conclusie die uit haar verhaal getrokken werd. Veel vrouwelijke zwerfsters werden benaderd voor seks en hielden zich bezig met gelegenheidssekswerk, wanneer zich dit voordeed, zodat zij bijvoorbeeld een nacht in het pensioen konden bekostigen, of, in Nichols' geval, drank. Elke vraag in die richting wimpelde Holland echter gedecideerd af; zij ervoer Nichols als een fatsoenlijke vrouw.
In de nacht van 31 augustus op 1888 werd Nichols aangevallen en gedood. De lijkschouwer benadrukte het gewelddadige karakter van de aanval: "Een cirkelvormige incisie, net beneden de kaak, had alle weefsels tot aan de nekwervels compleet doorgesneden. De grote bloedvaten aan weerzijden van de nek waren doorgesneden. De sneden moeten wel gemaakt zijn door een mes met een lang blad, redelijk scherp, en met grof geweld gebruikt. De onderbuik had een diepe wond met een kartelige rand en de weefsels waren doorgesneden. Er waren verschillende incisies over de buik, allemaal veroorzaakt door een mes dat gewelddadig en naar beneden wijzend werd gebruikt."

## Bezittingen
Elk van de vrouwen die buiten gevonden werd, had een aantal spullen bij zich. Polly Nichols had de volgende spullen bij zich en droeg de volgende kleding:
- Zwarte strohoed afgewerkt met zwart fluweel
- Bruine jas met overcape met zeven grote knopen met daarop de afbeelding van een man naast een paard
- Jurk
- Borstdoek van wit flanel
- Blauwe wollen kousen, ribbetjesstof
- Twee onderrokken, een van grijze wol, een van flanel met beiden 'Lambath Workhouse' op de band
- Bruin korset
- Onderbroek van flanel
- Laarzen, eigenlijk voor een man bedoeld, aan de bovenkant stuk en met stalen stukken in de hiel
- Een kam
- Een witte zakdoek
- Een spiegelscherf

- Gemeinsame Normdatei: 1300572310
- International Standard Name Identifier: 0000 0004 9717 2449
- Library of Congress Control Number: nb2019018662
- Virtual International Authority File: 3073157040167367040008
- WorldCat: E39PBJrWDKbwdHbKCtxC8BM3wC